# Mezőhegyesi cukorgyár
Az 1889–1997 között üzemelő mezőhegyesi cukorgyár a magyarországi rendszerváltáskor működő 12 cukorgyár egyike volt.

## Története
Az 1868-tól a magyar kincstár tulajdonában levő mezőhegyesi ménesgazdaság 1876-ban kinevezett jószágigazgatója, Gluzek Gyula fontos szerepet játszott a cukorrépa-termelés korszerűsítésében. A cukorrépát kezdetben a szeszgyártás alapanyagaként hasznosították, ám a szeszipart támogató gazdaságpolitika megváltozása illetve a szesz árának csökkentése következtében a gazdaság 1889-90-ben beszüntette a gyártást. Ezzel párhuzamosan a cukoripar kedvező konjunktúrába került, ezért 1888-ban cukorgyár alapításáról kezdődtek tárgyalások Kozma Ferenc miniszteri tanácsos és Gluzek Gyula kezdeményezésére.
1888. november 28-án a Mezőhegyesi Magyar Királyi Állami Ménesbirtok és a Stummer Károly (Carl Stummer)  bécsi cég szerződést kötöttek, amelynek értelmében a Stummer cég 2500 kataszteri holdon termelt cukorrépa feldolgozására alkalmas cukorgyárat épít a ménesbirtoktól húsz évre bérelt területen, a ménesbirtok pedig megtermeli a cukorrépát. Stummer azzal a záradékkal írta alá a szerződést, hogy „a vízellátás kérdése a gyár üzemére kedvező módon nyerend megoldást”, ugyanis Mezőhegyesen sem folyó víz, sem egyéb vízvételi lehetőség nem volt. A minisztertanács 1889. február 3-i ülésén döntés született a Maros folyótól vezető csatorna megépítéséről, melyre 1 200 000 forintot irányoztak elő. Így 1889. február 9-én sor került a ménesbirtok és Stummer között végleges szerződés megkötésére, amely a felépítendő gyár  teljesítményét az első két évben napi 3000, a további 18 évre pedig napi 5000 mázsa cukorrépa feldolgozásában határozta meg. A Stummer céget báró Stummer Ágoston képviselte, aki korábban több cukorgyárat alapított (Oslavany – 1854, Hodonin – 1856, Nagyszombat – 1869, Tavarnok – 1870, Doudleby – 1873).
Az építési terveket Martens Caesar  későbbi műszaki igazgató közreműködésével a Stummer Károly cég készítette. Az 1889 tavaszán elkezdett gyárépítéssel párhuzamosan megkezdődött a csatorna, illetve a gazdasági vasút építése is. A cukorgyár berendezéseit a brünni Brand és Lhuillier cég szállította és szerelte fel. Az építésnél elsősorban cseh és osztrák szakemberek dolgoztak. 1889. augusztus 10-én a cég megkapta a cukorgyártáshoz szükséges iparengedélyt,  és 1889. október 9-én bejegyezték a cukorgyárat a Stummer cég fióktelepeként. A gyár 1889. november 1-jén kezdte meg működését, és az első évben 124 nap alatt 37 120 tonna  cukorrépát dolgozott fel. 1890. április 1-jén a gyár leégett, az újjáépítést október végére fejezték be. Ebben az évben a gyár 39 350 tonna cukorrépát dolgozott fel.
1890. végén a cukorgyárat a  Magyar Általános Hitelbank által alapított Mezőgazdasági Ipar Részvénytársaság vette meg, amelyben a Stummer  cég a cukorgyár vételárával azonos összegben vásárolt részesedést. A cukorgyár a részvénytársaságon belül a kaposvári cukorgyárral versenyezett az anyagi erőforrásokért; mivel a kaposvári gyár saját tulajdonú, a mezőhegyesi pedig bérlemény volt, a részvénytársaság vezetősége többet áldozott a kaposvári gyár fejlesztésére.